# Royal Winnipeg Ballet
Le Royal Winnipeg Ballet (RWB) est la plus ancienne compagnie de ballet au Canada.

## Histoire

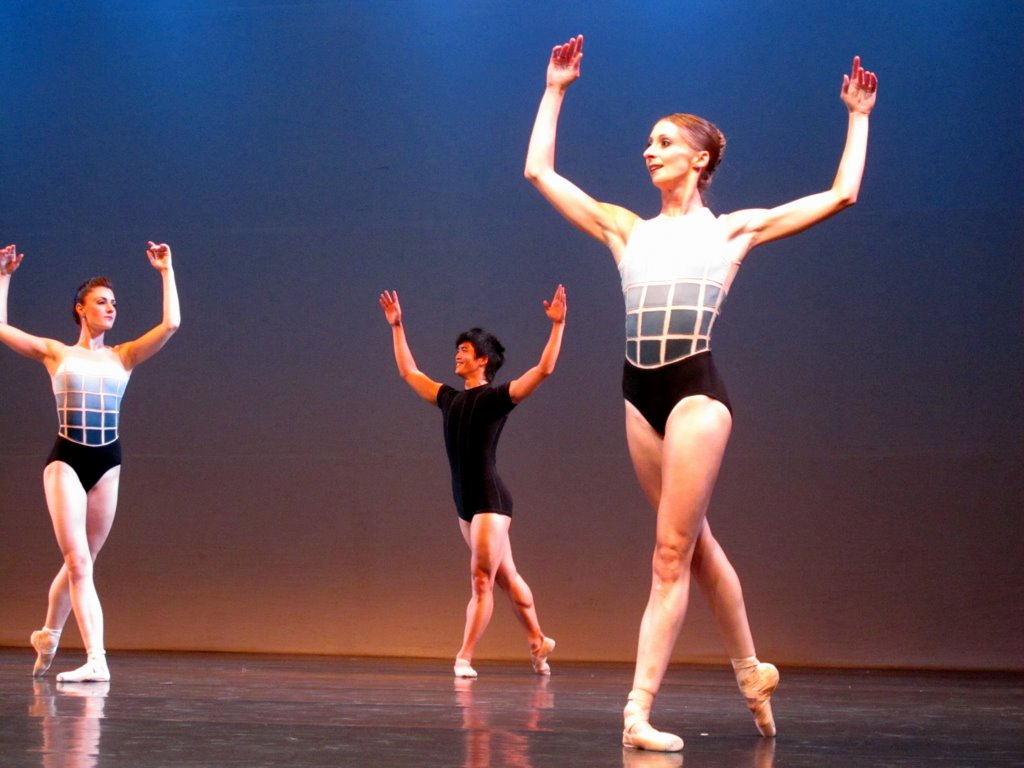
De gauche à droite : Amanda Green, Yosuke Mino et Vanessa Lawson

La compagnie a été fondée en 1939 sous le nom de Winnipeg Ballet Club par Gweneth Lloyd et Betty Farrally (qui ont également fondé une école de ballet The Canadian School of Ballet en Colombie-Britannique). En 1941, la compagnie prend le nom de Winnipeg Ballet, puis les tournées commencent au Canada à partir de 1945. En 1948, le Winnipeg Ballet crée un festival de danse classique, le Canadian Ballet Festival.
Le Royal Winnipeg Ballet obtient une charte royale en 1953, la première octroyée à une compagnie de ballet, sous le règne de la reine Elizabeth II. La compagnie effectue sa première tournée américaine en 1954. En juin de la même année, les locaux loués par le RWB sont dévastés par le feu. Tout est détruit, la compagnie perd son stock de costumes de scènes, de musique originale, de partitions chorégraphiques et de décors.
Le chef d'orchestre Eric Wild est nommé directeur musical de la compagnie de 1955 à 1962. La compagnie de ballet consolide sa réputation sous la direction artistique d'Arnold Spohr, entre 1958 et 1988. Spohr, qui a d'abord rejoint la compagnie comme danseur en 1945, met l'accent sur le développement des talents canadiens pendant son mandat, tout en développant le RWB en tant que compagnie de rang international. Spohr s'engage activement auprès de chorégraphes et de danseurs venant du monde entier pour accroitre la notoriété de la compagnie. 
Spohr est remplacé par le premier danseur du RWB, Henny Jurriëns, qui fut auparavant assistant du directeur du Het Nationale Ballet, Rudi van Dantzig. Jurriëns, cependant, meurt dans un accident de voiture en avril 1989. En 1990, John Meehan de l'American Ballet Theatre devient directeur artistique, mais quitte la compagnie en 1993 à la suite des difficultés financières persistantes de celle-ci. William Whitener, ancien directeur artistique des Ballets Jazz de Montréal, est choisi pour succéder à Meehan. Les problèmes financiers persistent et les critiques se font entendre de la part des danseurs, Whitener est remercié moins de deux ans plus tard. 
André Lewis est nommé directeur artistique en 1996. L'association entre Lewis et le RWB commence en 1975, à son entrée dans le corps professoral de l'École du Royal Winnipeg Ballet et se poursuit sur plusieurs décennies. En 1979, il rejoint le Royal Winnipeg Ballet et se produit comme danseur au RWB jusqu'en 1990. Lewis y interprète Gunther dans Casse-Noisette, Mercutio dans Roméo et Juliette et Jamie Paul dans The Ecstasy of Rita Joe. Le directeur musical et chef d'orchestre de la compagnie est Tad Biernacki et le maître de ballet principal est Johnny W. Chang. 
La danseuse la plus souvent associée au RWB est Evelyn Hart. Née à Toronto, en Ontario, en 1956, Hart fait ses débuts professionnels avec le RWB en 1976. En 1980, elle reçoit la médaille de bronze au World Ballet Concours au Japon, et la médaille d'or au Concours International de ballet de Varna. Les deux médailles sont décernées pour sa performance de Belong, pas de deux créé par le chorégraphe de renommée internationale Norbert Vesak dans le cadre de son œuvre What To Do Till the Messiah Comes. Hart a reçu l'Ordre du Canada en 1983. Elle quitte le RWB en 2005.  
David Peregrine, partenaire de longue date de Hart, arrive au Royal Winnipeg Ballet en tant que membre du corps de ballet en 1975 et devient soliste trois ans plus tard, puis danseur principal en 1980. Cette année-là, le duo Peregrine et Hart se produit à Varna. Peregrine est nommé officier de l'Ordre du Canada en 1986,
La compagnie a accueilli d'autres danseurs notables, dont Mikhaïl Barychnikov.
En 1992, Gweneth Lloyd, cofondatrice de la compagnie, devient la première récipiendaire du Prix du Gouverneur général pour les arts du spectacle pour l'ensemble de ses réalisations artistiques.
La compagnie passe plus de 20 semaines par an sur les routes, présentant plus de 100 représentations chaque année. La compagnie monte également quatre productions par an pour le centre des arts de la scène de Winnipeg, le Centennial Concert Hall. 

## École du Royal Winnipeg Ballet

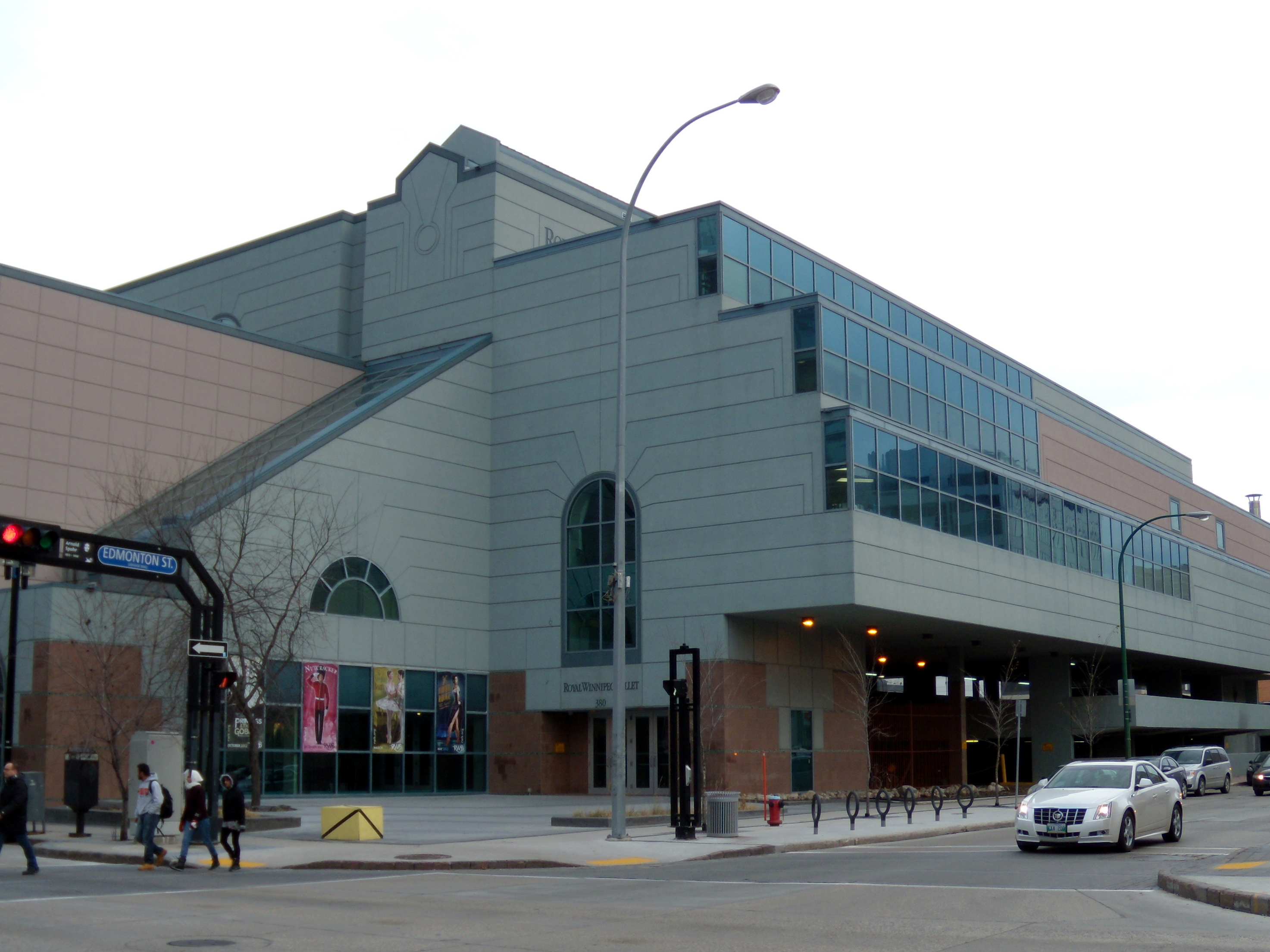
Édifice du Royal Winnipeg Ballet, 380, avenue Graham

L'École du Royal Winnipeg Ballet est composée de deux divisions, l'une récréative et l'autre professionnelle, et accueille chaque année plus de 1500 élèves. Le bâtiment actuel ouvre ses portes en janvier 1988 et comprend douze studios spacieux au rez-de-chaussée et une salle de spectacle de 224 places. 
La division récréative de l'École du Royal Winnipeg Ballet offre une formation et un enseignement aux élèves à partir de l'âge de 3 ans dans diverses disciplines, notamment le ballet, la technique sur pointes, la danse jazz, lyrique, à claquettes, moderne, le hip hop. La division récréative propose un programme de danse compétitif avec audition pour les étudiants de niveau junior à senior. L'école propose également un programme de formation intensive pour les étudiants qui font preuve de capacité et de passion pour une formation plus intense et spécialisée en ballet classique. Les élèves suivent la méthode Cecchetti pour les examens de ballet classique.   
La division professionnelle de l'École du Royal Winnipeg Ballet est un programme de formation de ballet classique exclusif à temps plein pour les élèves à partir de la 6e année scolaire. L'École compte environ 72 jeunes danseurs, sélectionnés dans le monde entier, et les diplômés ont une carrière internationale dans les meilleures compagnies au Canada et à l'étranger. 
David Lee Moroni, ancien danseur principal du RWB, dirige le programme de formation professionnelle de la compagnie de 1970 à 2003. Les étudiants notables de Moroni sont : Evelyn Hart, David Peregrine, André Lewis, Tara Birtwhistle et Jennifer Welsman. En 1990, Moroni reçoit l'Ordre du Canada.   

## Chorégraphie
En 2002, l'interprétation par le Royal Winnipeg Ballet de l'histoire de Dracula, chorégraphiée par Mark Godden, a été filmée pour un film télévisé intitulé Dracula: pages tirées du journal d'une vierge réalisé par Guy Maddin. Godden devient le premier chorégraphe en résidence du RWB en 1991, et crée plusieurs autres œuvres majeures pour la compagnie, notamment : Angels in the Architecture, Dame Aux Fruits, A Darkness Between Us, Shepherd's Wake et Svengali.
Le Royal Winnipeg Ballet est le premier à produire une représentation théâtrale ou dansée des œuvres de Leonard Cohen. Pendant le mandat du directeur artistique Arnold Spohr (1958-1988), à l'été 1970, Brian Macdonald chorégraphie The Shining People of Leonard Cohen qui fait ses débuts à Paris. En juillet de la même année, cette chorégraphie ouvre le spectacle au Centre national des Arts du Canada à Ottawa - avec le groupe de rock Lighthouse. 
En 2002, le Royal Winnipeg Ballet missionne le chorégraphe américain Val Caniparoli pour le premier ballet complet, intitulé A Cinderella Story, avec la musique du compositeur Richard Rodgers. 
En mai 2012, la compagnie présente en première mondiale The Doorway - Scenes de Leonard Cohen, une pièce de danse contemporaine, paroles et musique de Cohen, chorégraphiée par Jorden Morris. Les œuvres précédentes de Morris pour le RWB incluent le ballet classique complet Peter Pan (2006) et Moulin Rouge - The Ballet (première en 2009). Dans ce nouveau ballet, composé de cinq vignettes, les chansons enregistrées et les interviews de Cohen se mélangent avec de la musique en live. Hallelujah est interprétée par la musicienne Allison Crowe (voix et piano) et les danseurs Sophia Lee et Jo-Ann Sundermeier alternant les dates de représentation.
En 2013, le Ballet royal de Winnipeg présente au public La servante écarlate de Margaret Atwood, représentation de l’œuvre littéraire sous forme d'un ballet contemporain.